# Acacia olgana
Acacia olgana är en ärtväxtart som beskrevs av Maconochie. Acacia olgana ingår i släktet akacior, och familjen ärtväxter. Inga underarter finns listade i Catalogue of Life.

## Bildgalleri

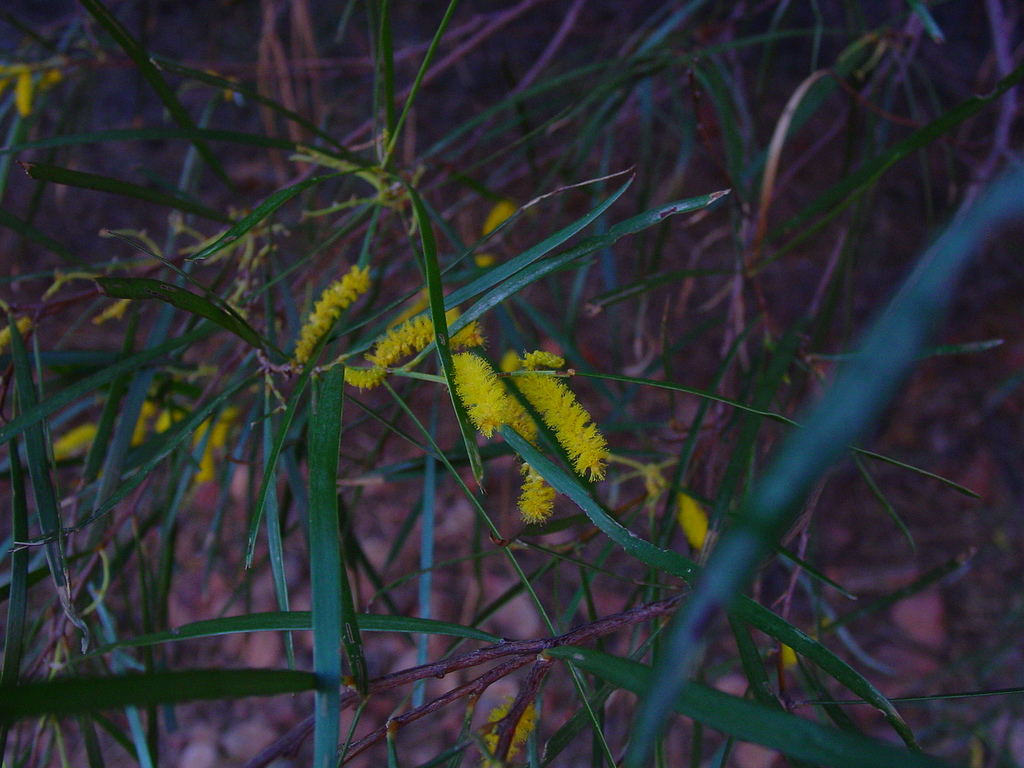